# 植苗站
植苗站（日语：／ Uenae eki */?）是一個位於日本北海道苫小牧市字植苗的鐵路車站，屬於北海道旅客鐵道（JR北海道）千歲線的無人車站，車站編號為H16。
站名來源於阿伊努語的「wen-nay」，意思是「壞的河流」。

## 車站結構

### 站房

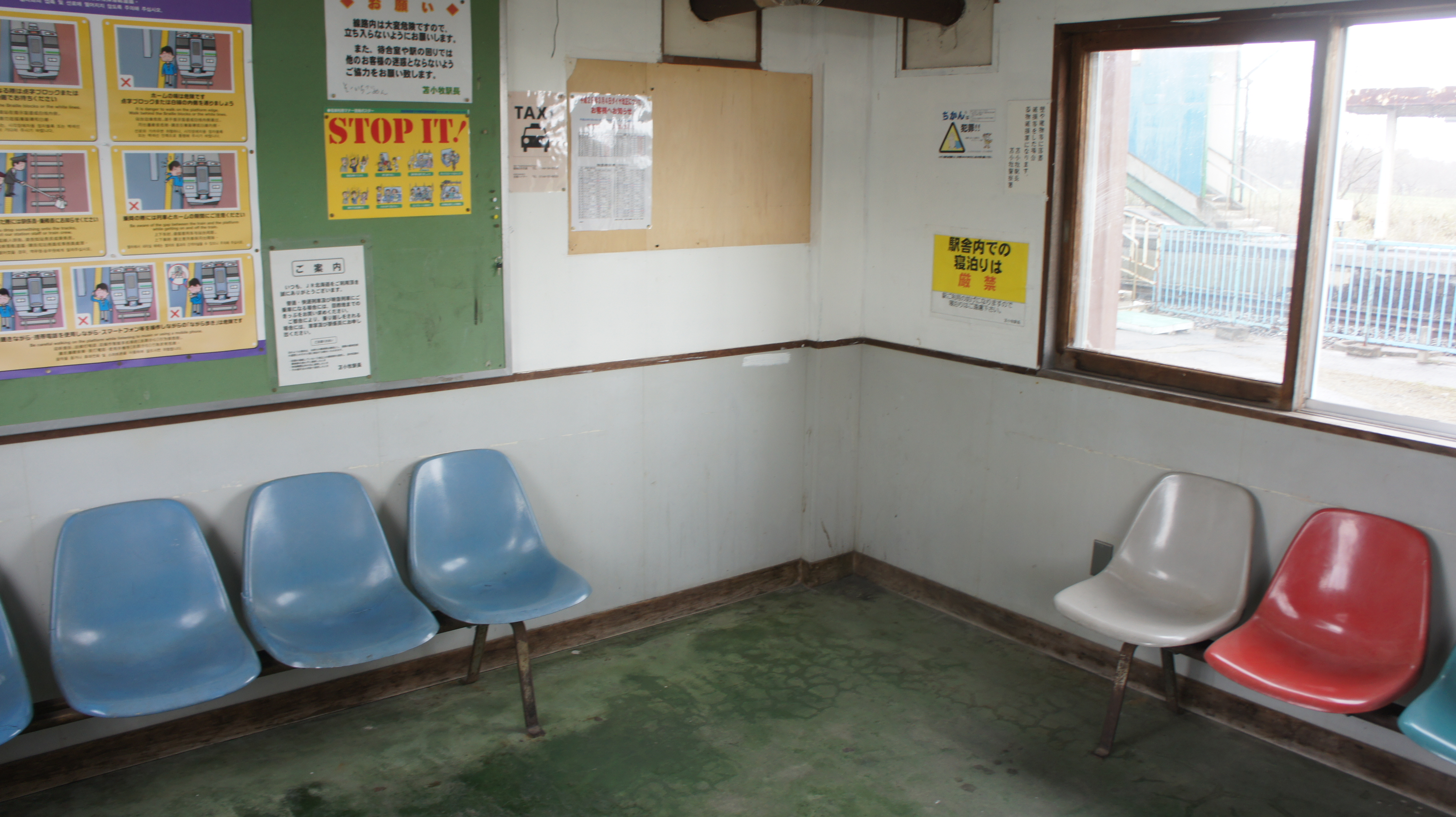
車站內部（2017年4月）

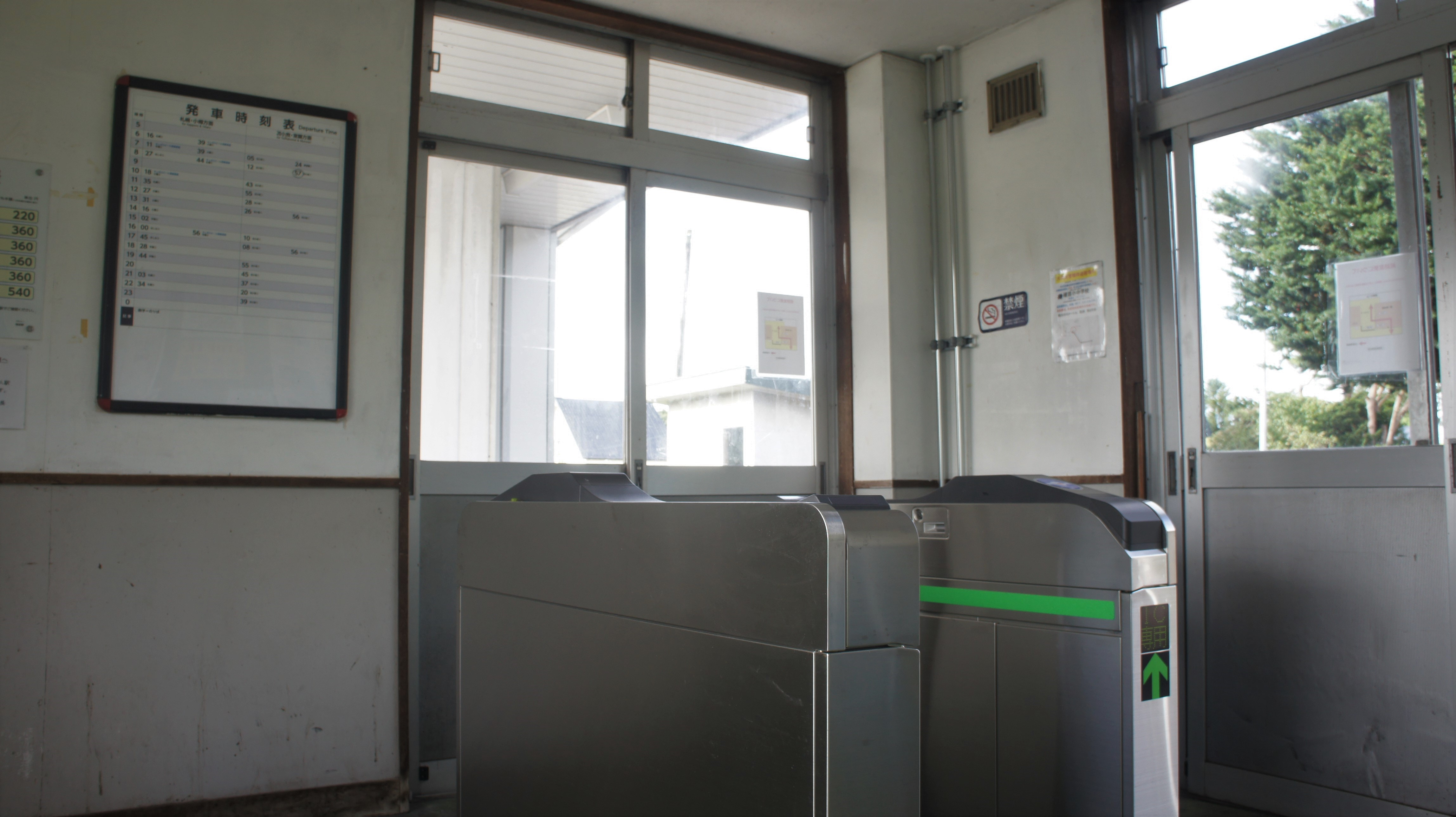
驗票口（2018年9月）

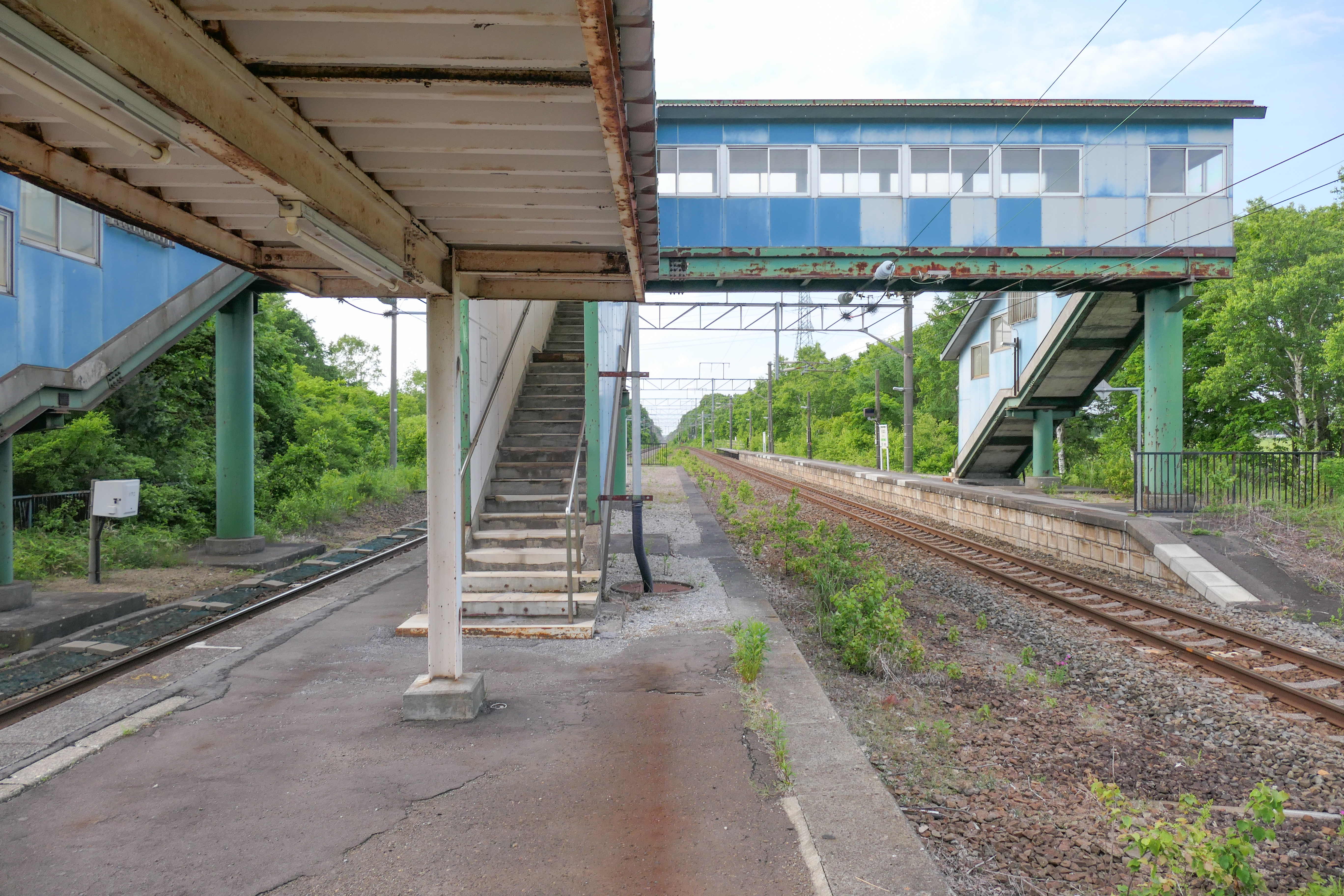
月台（2022年6月）

與虎杖濱站採用相同類型的木建站房1座，不過對比虎杖濱站，由於本站設置了簡易式IC卡專用的閘機，所以，原本可以直通玄關及月台的站房通道，在玄關口方加裝了圍欄將其封閉，乘客必須利用候車室的門口進出車站。
候車室內設備簡潔，只放置了兩排個別座位式的候車座椅，開放式驗票機設於站房中央位置，另外共用式洗手間位於站房右端，同樣須由站外進入。

### 月台
複線化前是島式月台1面2線。複線化時在車站裏側的上行月台增設側式月台，成為側式、島式複合月台2面3線，之後島式月台的車站裏側副本線廢除，只使用車站表側的側式下行月台，成為側式月台2面2線。
| 月台 | 路線    | 方向 | 目的地                           |
| ---- | ------- | ---- | -------------------------------- |
| 1    | ■千歲線 | 上行 | 苫小牧、東室蘭、室蘭方向         |
| 2    | ■千歲線 | 下行 | 千歲、札幌、手稻、星見、小樽方向 |

## 歷史
- 1926年8月21日：作為北海道鐵道札幌線的車站開業[1]，為貨物站。
- 1943年8月1日：國有化[1]，同時開始辦理客運。
- 1945年12月25日：貨物提取服務開始。
- 1960年8月1日：貨物提取服務取消[4]。
- 1968年8月23日：美美～本站複線化供用開始[2]。
- 1969年9月25日：向沼之端方向複線化[2]。
- 1980年5月15日：取消手提行李提取服務[4]，無人化[5]、簡易委託化。
- 1979年6月～1981年10月：站房改建。設置行人天橋[6]。
- 1984年3月31日：結束簡易委託化[7]，完全無人化。
- 1987年4月1日：因國鐵分割民營化、車站由JR北海道繼承[1]。
- 2004年4月：隨月台延長工程完成，原來列車須使用選擇性車門操作安排也告結束[8]。
- 2008年10月25日：可以使用IC卡「Kitaca」[1]。

## 相鄰車站
北海道旅客鐵道（JR北海道）
■千歲線
■特急「北斗」、「鈴蘭」
通過
■普通
沼之端（H17）－植苗（H16）－（美美信號場）－南千歲（H14）

## 外部連結
- JR北海道植苗站 Archive.today的存檔，存档日期2024-03-01